# Itamar Shviro
Itamar Shviro (in ebraico איתמר שבירו‎?; Shoval, 17 giugno 1998) è un calciatore israeliano, attaccante del Maccabi Netanya.

## Statistiche

### Cronologia presenze e reti in nazionale
| Cronologia completa delle presenze e delle reti in nazionale ― Israele | Cronologia completa delle presenze e delle reti in nazionale ― Israele | Cronologia completa delle presenze e delle reti in nazionale ― Israele | Cronologia completa delle presenze e delle reti in nazionale ― Israele | Cronologia completa delle presenze e delle reti in nazionale ― Israele | Cronologia completa delle presenze e delle reti in nazionale ― Israele | Cronologia completa delle presenze e delle reti in nazionale ― Israele | Cronologia completa delle presenze e delle reti in nazionale ― Israele |
| Data                                                                   | Città                                                                  | In casa                                                                | Risultato                                                              | Ospiti                                                                 | Competizione                                                           | Reti                                                                   | Note                                                                   |
| ---------------------------------------------------------------------- | ---------------------------------------------------------------------- | ---------------------------------------------------------------------- | ---------------------------------------------------------------------- | ---------------------------------------------------------------------- | ---------------------------------------------------------------------- | ---------------------------------------------------------------------- | ---------------------------------------------------------------------- |
| 27-9-2022                                                              | Ta' Qali                                                               | Malta                                                                  | 2 – 1                                                                  | Israele                                                                | Amichevole                                                             | -                                                                      | 57’                                                                    |
| 17-11-2022                                                             | Petah Tiqwa                                                            | Israele                                                                | 4 – 2                                                                  | Zambia                                                                 | Amichevole                                                             | 1                                                                      | 82’                                                                    |
| 20-11-2022                                                             | Petah Tiqwa                                                            | Israele                                                                | 2 – 3                                                                  | Cipro                                                                  | Amichevole                                                             | -                                                                      |                                                                        |
| Totale                                                                 |                                                                        | Presenze                                                               | 3                                                                      |                                                                        | Reti                                                                   | 1                                                                      |                                                                        |

## Palmarès

### Club

#### Competizioni nazionali
- Campionato israeliano: 2

Hapoel Be'er Sheva: 2016-2017, 2017-2018